# Sammelvermögen
Das Sammelvermögen (frz.: fonds/biens recueillis, it.: beni raccolti) des schweizerischen Rechts ist der Inbegriff der durch eine öffentliche Sammlung zusammengekommenen Vermögenswerte (Spenden).
Im geschriebenen Bundesrecht kam der Begriff des Sammelvermögens bislang nicht vor. In Artikel 393 Ziffer 4 des Schweizerischen Zivilgesetzbuchs vom 10. Dezember 1907 (ZGB, SR 210) wurde hinsichtlich der Sammelvermögen immerhin eine Regelung für den Fall mangelnder nötiger Verwaltung getroffen. Im kantonalen Recht wird teilweise auf das Sammelvermögen Bezug genommen. Die Revision des ZGB vom 19. Dezember 2008 (ab 2013 in Kraft) nimmt den Begriff des Sammelvermögens formell ins Bundesrecht auf.
Der Anwendungsbereich von Artikel 89b f. rev ZGB wird sich auf Sammelvermögen beschränken, welche eine unselbstständige Stiftung darstellen.
Gegenstand von Sammelvermögen können neben Geldleistungen auch andere Vermögenswerte bilden.
In internationalprivatrechtlicher Sicht sind Sammelvermögen primär als 
Gesellschaft oder als Trust zu qualifizieren.